# 环眼丹波鱼
环眼丹波鱼（学名：Dampieria cyclophthalmus）为拟雀鲷科丹波鱼属的鱼类，俗名环眼准雀鲷。分布于南日本、西太平洋、东印度洋以及台湾南部等。该物种的模式产地在Sunda海。